# Пурата, Хуан Хосе
Хуа́н Хосе́ Са́нчес Пура́та (исп. Juan José Sánchez Purata; род. 9 января 1998, Сан-Луис-Потоси) — мексиканский футболист, нападающий клуба «УАНЛ Тигрес».

## Клубная карьера
Пурата — воспитанник клуба «УАНЛ Тигрес». 4 августа 2018 года в матче против сверстников из «Крус Асуль» он дебютировал в молодёжном чемпионате Мексики. 4 мая 2019 года в матче молодёжной Клаусуры против юношеской «Гвадалахары» он забил первый гол.
24 сентября 2018 года в матче против клуба «Монтеррей» он дебютировал за основной состав «УАНЛ Тигрес». 20 февраля 2020 года в матче против сальвадорского «Альянса» он дебютировал в Лиги чемпионов КОНКАКАФ. «УАНЛ Тигрес» стал в итоге победителем турнира, обыграв в финале американский «Лос-Анджелес». В финальном матче Пурата остался на скамейке запасных.
Летом 2022 года Пурата на правах аренды перешёл в американский клуб «Атланта Юнайтед» на оставшуюся часть сезона 2022 с опциями выкупа и продления аренды на сезон 2023. 9 июля 2022 года в матче против «Остина» он дебютировал в МЛС. 17 июля в поединке против «Орландо Сити» Пурата забил свой первый гол за «Атланту Юнайтед». По окончании сезона 2023 «Атланта Юнайтед» отклонила опцию выкупа Пураты.

## Достижения
Командные
 УАНЛ Тигрес
- Победитель Лиги чемпионов КОНКАКАФ: 2020